# ناحیه خمیس ملیانه
ناحیه خمیس ملیانه (به عربی: دائرة خمیس ملیانة) یک ناحیه در الجزایر است که در استان عین الدفلی واقع شده‌است.